# Paperon Intelligence Agency
La Paperon Intelligence Agency (P.I.A.) è l'immaginario servizio segreto privato ideato da Paperon de' Paperoni a difesa del proprio patrimonio (anche se in alcune storie l'acronimo è 'Paperopoli Intelligence Agency', e in quella di esordio, come di seguito viene precisato, 'Private Intelligence Agency').

## L'organizzazione
Paperone, a difesa del proprio patrimonio da pericolosissimi criminali, crea un servizio segreto privato, appunto la P.I.A.
Fa il suo ingresso nell'universo disneyano con la storia Paperino missione Bob Fingher, pubblicata sui numeri 542 e 543 di Topolino del 17 e 24 aprile 1966. La storia, scritta da Carlo Chendi e disegnata da Giovan Battista Carpi, è una parodia del romanzo di Ian Fleming Missione Goldfinger, in particolare della sua versione cinematografica Agente 007 - Missione Goldfinger, uscita nel 1964. Paperino viene assoldato da Paperone nella P.I.A. per sventare i piani di Bob Fingher, criminale al soldo di una potenza straniera.
La storia pone le basi per una complessa organizzazione segreta, della quale fanno parte su base regolare Paperino (agente Qu-Qu 7, ovvero Quasi Qualificato), Paperoga (agente Me-Se 12, cioè a Mezzo Servizio), Archimede Pitagorico (agente Ma-Re 5 cioè marchingegnere reclutato) e, saltuariamente, anche Paperina e Gastone. All'inizio però, soprattutto nelle prime storie realizzate da Luciano Bottaro sempre su testi di Chendi, Paperino agiva da solo, o al più con l'aiuto di Paperina. Sono avventure incredibili in cui uno dei più acerrimi nemici è quel dottor Zantaf che rappresenta tutto ciò che c'è di malvagio nell'uso sconsiderato della tecnologia. Generalmente, comunque, Paperina partecipa con diversi travestimenti (ad esempio Genoveffa cioè la nipote di Bob Fingher nell'esordio, oppure Miss Molly contro Zantaf).
Altri nemici che affrontano gli agenti della P.I.A. sono un servizio segreto avverso chiamato Blonk, e il R.I.G. (Rockerduck Intelligence Group, servizio segreto di Rockerduck nato nel 2001).
Comunque è proprio con Bottaro che Chendi riesce a realizzare le storie migliori sulla P.I.A., proprio grazie allo stile umoristico del Maestro di Rapallo: marchingegni ultrateconologici ideati dalla fervida mente di Archimede; avversari sopra le righe, ispirati soprattutto al genere supereroico; storie infarcite di gag e disastri combinati da Paperino, nonostante i quali, alla fine, Paperone riesce comunque a salvare il proprio denaro. Un periodo florido e felice che, per un po', si interrompe, almeno fino a che le avventure della P.I.A. non trovano nuovo spazio tra le pagine di Topolino soprattutto grazie agli sceneggiatori Giorgio Figus e Carlo Panaro, che hanno ripreso a realizzare regolarmente le avventure degli scalcinati agenti di Paperone, dove compaiono per lo più Qu-Qu 7 e Me-Se 12.
L'ultima storia della P.I.A., Paperino Paperoga e l'ultima missione (in cui il nemico è un sadico hacker di nome Kepak) compare su Topolino nº 2837 come rivelato dagli autori. La P.I.A. viene progressivamente sostituita da DoubleDuck che ha Paperino come unico protagonista. Sul nº 2890 uscito nell'aprile 2011 compare però una nuova storia della P.I.A. dove i protagonisti sono di nuovo Paperino e Paperoga. Da allora le storie della P.I.A. sono ancora in produzione.

### Gli agenti segreti
Dell'organizzazione fanno parte:
- Paperino, alias "Qu-Qu 7", agente "Quasi Qualificato n.7";
- Paperoga, alias "Me-Se 12", agente a "Mezzo Servizio n.12";
- Paperon de Paperoni, alias "Tu-Ba 00", capo dell'agenzia e agente sul campo nella storia Zio Paperone e l'audace missione di Topolino nº 2539 con il codice di "Tu-Ba 00", alias "Tuttofare Basettato 00";
- Archimede, "marchingegnere" e agente sul campo "Ma-Re 5", acronimo di "Marchingegnere Reclutato" n.5, nella storia Zio Paperone e l'audace missione di Topolino nº 2539, e "MIG 1", acronimo di "Massimo Inventore Gratis n°1", nella storia Due paperi in banca di Topolino nº 2339;
- Paperina, alias "Fu-Qu", agente "Fuori Quadro" o "Fuori Quota", o, come compare in Paperino e la missione Comeback su Topolino nº 2650, "Ag-Ag 3", cioè "Agente Aggiunto n.3";
- Gastone, alias "Co-Co 1", agente "Congedo Continuo n.1" (visto che grazie alla sua immensa fortuna può lavorare anche mentre è in vacanza), tuttavia nella storia Mission Impossible 17 apparsa su Topolino nº 2924 viene chiamato con il nome in codice "Qu-Ag 1" ovvero "Quadrifoglio Aggiunto" 1.
- Qui, Quo e Qua, alias "Ca-B", "Ca-V" e "Ca-R", cioè "Cappellino Blu", "Cappellino Verde" e "Cappellino Rosso", nella storia Qui Quo Qua & l'Operazione Natale su Topolino nº 2716, e "Au-Au 1, 2 e 3", cioè "Ausiliari Autorizzati 1, 2 e 3", nella storia Qui, Quo, Qua e la Missione Meringa di Topolino nº 2770. Poiché Paperone ingaggia i nipotini come agenti segreti, Archimede propone la P.Y.A. (Paperon Young Agency).

In seguito, nella storia Paperina agente P.E.A. operazione T.E.I.E.R.A., vengono ingaggiate nella P.E.A. (Paperon Emergency Agency) anche Paperina, Miss Paperett e Chiquita sotto i nomi in codice "Pa-Ga 01" ("Papera Gagliarda 01"), "Se-Te 02" ("Segretaria Temeraria 02") e "Pe-Sca 03" ("Pennuta Scazzottante 03").
Nel Topolino nº2948, nella storia Agenti P.I.A. lassù dove osano i Paperi, si aggiunge al gruppo anche Edi (invenzione e assistente di Archimede) alias "Ai-Lu 19" ("Aiutante Luminoso n°19") per aver salvato gli agenti "Qu-Qu 7" e "Ma-Re 5" in missione per salvare l'agente "Me-Se 12".

### Altre organizzazioni in stile PIA
- P.Y.A. (Paperon Young Agency), composta da Qui, Quo e Qua anche se fanno comunque parte della PIA dato che il loro capo è PdP
- P.E.A. (Paperon Emergency Agency), composta da Miss Paperett, Paperina e Chiquita

## Nome dell'organizzazione
In Paperino missione Bob Fingher la P.I.A. viene citata nella pagina di apertura come Private Intelligence Agency, cioè Servizio Segreto Privato. In seguito la sigla è diventata acronimo di Paperon Intelligence Agency.